# دومينيكو غريماني
كان دومينيكو غريماني (بالإيطالية: Domenico Grimani)‏ (19 فبراير 1461 - 27 أغسطس 1523) نبيلًا إيطاليًا وعالمًا لاهوتيًا وكاردينالًا.
مثل معظم رجال الكنيسة النبلاء في عصره، كان غريماني من المؤمنين بالتعددية الكنسية، وشغل العديد من المناصب والمزايا. كرّس ديسيديريوس إيراسموس لغريماني موسيقاه.

## سيرة الشخصية
وُلِد في البندقية، وكان الابن الأكبر لخمسة أبناء لأنطونيو جريماني، أكبر دوج منتخب في البندقية، وزوجته كاتارينا لوريدان. انتخب أنطونيو دوجي في عام 1521، عندما كان دومينيكو كاردينالًا بالفعل. 
حصل على الدكتوراه في القانون الكنسي من جامعة بادوفا في 23 أكتوبر 1487 وانتخب عضوا في مجلس الشيوخ عن البندقية في نفس العام.
أصبح كاردينالًا في عام 1493، وهو موعد دفعه والده بمبلغ 25.000 / 30.000 دوكات. لم يُرسَم غريماني كاهنًا حتى عام 1498. بعد انتخاب البابا يوليوس الثاني أصبح كاردينال كاهنًا لسان ماركو.
بعد فترة كمسؤول الرسولي في نيقوسيا، بدءا من 1498 وكان البطريرك أكويليا، وهو المنصب الذي التخلي عنها لصالح ابن أخيه مارينو (في وقت لاحق أيضا الكاردينال) في 1517. وفي 1508 عين الكاردينال أسقف ألبانو، و كان أيضًا مديرًا لأبرشية أوربينو (من 1514) وأسقف سينيدا (1517-1520). كان جريماني مريضًا في عام 1521، وتوفي بعد عام ونصف؛ تم دفنه في كنيسة سانتي جيوفاني إي باولو في روما، ولكن تم نقل رفاته لاحقًا إلى سان فرانسيسكو ديلا فيجنا.

## الميراث
امتلاك جريماني أعمال فنانين مثل ليوناردو دا فينشي، جورجوني، تيتيان، هانس ميملنغ، هيرونيموس بوش، رافائيل وغيرهم: مجموعته تشكل الآن جزءا من متحف دي أنتيتشيتا في قصر دوجي في مدينة البندقية، في حين أن العديد من مخطوطاته موجودة في مكتبة رئيس الأساقفة في أوديني. يُعد كتاب جريماني برفيري، الموجود حاليًا في مكتبة البندقية في البندقية، عملاً رئيسياً في أواخر تاريخ المخطوطات الفلمنكية المزخرفة. تم إنتاجه في غينت و بروج حوالي 1515-1520 وبحلول عام 1520 مملوكًا من قبل دومينيكو جريماني، وإن لم يكن بتكليف من ذلك ساهم العديد من الفنانين البارزين، بما في ذلك سايمون بينينغ وجيرارد ديفيد، في بعض من أفضل أعمالهم.
كما كتب جريماني العديد من الاطروحات اللاهوتية، وترجم يوحنا الذهبي الفم الصورة المواعظ.

## روابط خارجية
- Cheney, David M. "Domenico Cardinal Grimani". Catholic-Hierarchy.org. Retrieved June 16, 2018.